# Zacatequillas, Guanajuato
Zacatequillas är en ort i Mexiko.   Den ligger i kommunen San Diego de la Unión och delstaten Guanajuato, i den centrala delen av landet, 290 km nordväst om huvudstaden Mexico City. Zacatequillas ligger 2 070 meter över havet och antalet invånare är 174.
Terrängen runt Zacatequillas är platt åt sydost, men åt nordväst är den kuperad. Runt Zacatequillas är det ganska glesbefolkat, med 38 invånare per kvadratkilometer. Närmaste större samhälle är San Diego de la Unión, 2,0 km norr om Zacatequillas. Omgivningarna runt Zacatequillas är i huvudsak ett öppet busklandskap.